# FIDE Grand Swiss 2019
Il FIDE Grand Swiss 2019 è stata la prima edizione del FIDE Grand Swiss. Il torneo si è disputato a Santon sull'Isola di Man, nello sheading di Middle, dal 10 al 21 ottobre del 2019. Il vincitore della competizione acquisiva il diritto di partecipare al torneo dei candidati 2020. Il torneo è stato vinto da Wang Hao.
L'evento è stato organizzato dalla FIDE e si è disputato presso il COMIS Hotel and Golf Resort.

## Formato
La formula del torneo era un sistema svizzero di 11 turni, con 154 giocatori invitati, di cui 100 qualificati per punteggio, 18 qualificati per campionati continentali e 36 wildcard scelte dagli organizzatori. La qualificazione per rating si è basata sulla media delle 12 graduatorie da luglio 2018 a giugno 2019. L'elenco dei qualificati (ad eccezione di quelli qualificati per campionati continentali) è stato pubblicato il 10 giugno 2019. Il tempo di gioco era 100 minuti, 50 minuti di abbuono dopo mossa 40, 15 minuti di abbuono dopo mossa 60 e 30 secondi di incremento per mossa da mossa 1.

### Spareggio tecnico
In caso di arrivo a pari punti nella classifica finale del Grand Swiss si sarebbero seguiti i seguenti criteri di spareggio tecnico:
1. Performance Rating
2. Sistema Buchholz tagliato: punteggio totale degli avversari (escludendo l'avversario con il punteggio più basso);[6]
3. Sistema Buchholz: punteggio totale degli avversari;
4. Scontri diretti;
5. Sorteggio.

### Montepremi
Il montepremi, elargito in dollari, è stato così suddiviso:
| Pos.    | Assoluto | Femminile |
| ------- | -------- | --------- |
| 1º      | 70 000   | 10 000    |
| 2º      | 50 000   | 8 000     |
| 3º      | 40 000   | 6 000     |
| 4º      | 35 000   | 4 000     |
| 5º      | 30 000   | 2 500     |
| 6º      | 25 000   | 2 500     |
| 7º      | 20 000   | —         |
| 8º      | 16 000   | —         |
| 9º      | 13 000   | —         |
| 10º     | 11 000   | —         |
| 11º-15º | 8 000    | —         |
| 16º-20º | 5 000    | —         |
| 21º-25º | 3 000    | —         |
| 26º-30º | 2 000    | —         |
| Totale  | 433,000  | 433,000   |

## Avvenimenti
Wang Hao e Fabiano Caruana hanno condiviso il primo posto. Wang Hao ha tuttavia ottenuto la vittoria del torneo a causa del miglior spareggio tecnico. Dei giocatori che hanno condiviso il terzo posto, Kirill Alekseenko ha avuto il miglior punteggio nello spareggio tecnico ed è diventato quindi eleggibile per una wild card ai Candidati come miglior secondo classificato. Caruana non è rientrato nel sistema di qualificazione avendo già acquisito il diritto a partecipare al Torneo dei candidati in quanto sconfitto del match mondiale del 2018.
Le donne che hanno ottenuto il miglior piazzamento sono state Harika Dronavalli (83°) e Dinara Säduakasova (85°), con Harika che ha vinto il trofeo femminile grazie al miglior punteggio nello spareggio tecnico.

## Classifica
La classifica finale dopo 11 turni.
| Pos. | Nome                               | Elo FIDE | Punteggio |
| ---- | ---------------------------------- | -------- | --------- |
| 1    | Wang Hao (CHN)                     | 2726     | 8.0       |
| 2    | Fabiano Caruana (USA)              | 2812     | 8.0       |
| 3    | Kirill Alekseenko (RUS)            | 2674     | 7.5       |
| 4    | Levon Aronian (ARM)                | 2758     | 7.5       |
| 5    | David Antón Guijarro (ESP)         | 2674     | 7.5       |
| 6    | Magnus Carlsen (NOR)               | 2876     | 7.5       |
| 7    | Hikaru Nakamura (USA)              | 2745     | 7.5       |
| 8    | Nikita Vitjugov (RUS)              | 2732     | 7.5       |
| 9    | Aleksandr Griščuk (RUS)            | 2759     | 7.0       |
| 10   | David Paravyan (RUS)               | 2602     | 7.0       |
| 11   | David Howell (ENG)                 | 2694     | 7.0       |
| 12   | Santosh Gujrathi Vidit (IND)       | 2718     | 7.0       |
| 13   | Lê Quang Liêm (VIE)                | 2708     | 7.0       |
| 14   | Parham Maghsoodloo (IRI)           | 2664     | 6.5       |
| 15   | Nijat Abasov (AZE)                 | 2632     | 6.5       |
| 16   | Vladislav Kovalëv (BLR)            | 2661     | 6.5       |
| 17   | Vladimir Fedoseev (RUS)            | 2664     | 6.5       |
| 18   | Aleksandr Rachmanov (RUS)          | 2621     | 6.5       |
| 19   | Jurij Kryvoručko (UKR)             | 2669     | 6.5       |
| 20   | Constantin Lupulescu (ROU)         | 2643     | 6.5       |
| 21   | Hrant Melkumyan (ARM)              | 2650     | 6.5       |
| 22   | Maksim Matlakov (RUS)              | 2716     | 6.5       |
| 23   | Sergej Karjakin (RUS)              | 2760     | 6.5       |
| 24   | Yu Yangyi (CHN)                    | 2763     | 6.5       |
| 25   | Jurij Kuzubov (UKR)                | 2636     | 6.5       |
| 26   | Viswanathan Anand (IND)            | 2765     | 6.5       |
| 27   | Wesley So (USA)                    | 2767     | 6.5       |
| 28   | Radosław Wojtaszek (POL)           | 2748     | 6.5       |
| 29   | Pëtr Svidler (RUS)                 | 2729     | 6.5       |
| 30   | Nguyen Ngoc Truong Son (VIE)       | 2638     | 6.5       |
| 31   | Samuel Sevian (USA)                | 2654     | 6.5       |
| 32   | Jeffery Xiong (USA)                | 2708     | 6.5       |
| 33   | Pentala Harikrishna (IND)          | 2748     | 6.5       |
| 34   | Ray Robson (USA)                   | 2670     | 6.5       |
| 35   | Grigorij Oparin (RUS)              | 2654     | 6.5       |
| 36   | S. P. Sethuraman (IND)             | 2624     | 6.5       |
| 37   | Robert Hovhannisyan (ARM)          | 2639     | 6.5       |
| 38   | Francisco Vallejo Pons (ESP)       | 2694     | 6.5       |
| 39   | Nils Grandelius (SWE)              | 2691     | 6.5       |
| 40   | Aleksej Sergeevič Dreev (RUS)      | 2662     | 6.5       |
| 41   | Krishnan Sasikiran (IND)           | 2675     | 6.5       |
| 42   | Péter Lékó (HUN)                   | 2670     | 6.5       |
| 43   | Aleksej Sarana (RUS)               | 2655     | 6.0       |
| 44   | Evgenij Naer (RUS)                 | 2635     | 6.0       |
| 45   | Bogdan-Daniel Deac (ROU)           | 2613     | 6.0       |
| 46   | Nodirbek Abdusattorov (UZB)        | 2608     | 6.0       |
| 47   | S. L. Narayanan (IND)              | 2611     | 6.0       |
| 48   | Gukesh D (IND)                     | 2520     | 6.0       |
| 49   | Rinat Jumabayev (KAZ)              | 2630     | 6.0       |
| 50   | Vladimir Akopian (ARM)             | 2638     | 6.0       |
| 51   | Boris Gel'fand (ISR)               | 2686     | 6.0       |
| 52   | Ivan Čeparinov (GEO)               | 2670     | 6.0       |
| 53   | Zhang Zhong (CHN)                  | 2636     | 6.0       |
| 54   | Gabriel Sargissian (ARM)           | 2690     | 6.0       |
| 55   | Anton Korobov (UKR)                | 2679     | 6.0       |
| 56   | Andrej Esipenko (RUS)              | 2624     | 6.0       |
| 57   | Sandro Mareco (ARG)                | 2634     | 6.0       |
| 58   | Gata Kamskij (USA)                 | 2685     | 6.0       |
| 59   | Ėrnesto Inarkiev (RUS)             | 2693     | 6.0       |
| 60   | Aleksandr Rjazancev (RUS)          | 2645     | 6.0       |
| 61   | Oleksandr Moïsejenko (UKR)         | 2635     | 6.0       |
| 62   | Sanan Sjugirov (RUS)               | 2662     | 6.0       |
| 63   | Ivan Šarić (CRO)                   | 2667     | 6.0       |
| 64   | Pavel Eljanov (UKR)                | 2663     | 6.0       |
| 65   | Baskaran Adhiban (IND)             | 2639     | 5.5       |
| 66   | Alexei Shirov (ESP)                | 2664     | 5.5       |
| 67   | Jorden van Foreest (NLD)           | 2621     | 5.5       |
| 68   | Aryan Tari (NOR)                   | 2630     | 5.5       |
| 69   | Rauf Məmmədov (AZE)                | 2645     | 5.5       |
| 70   | Andrij Volokitin (UKR)             | 2627     | 5.5       |
| 71   | Raunak Sadhwani (IND)              | 2479     | 5.5       |
| 72   | Rustam Qosimjonov (UZB)            | 2657     | 5.5       |
| 73   | Luke McShane (ENG)                 | 2682     | 5.5       |
| 74   | Robert Hess (USA)                  | 2581     | 5.5       |
| 75   | Erwin l'Ami (NLD)                  | 2619     | 5.5       |
| 76   | Jonas Buhl Bjerre (DNK)            | 2506     | 5.5       |
| 77   | Eltaj Safarli (AZE)                | 2593     | 5.5       |
| 78   | Mustafa Yılmaz (TUR)               | 2595     | 5.5       |
| 79   | Viktor Erdős (HUN)                 | 2604     | 5.5       |
| 80   | Lu Shanglei (CHN)                  | 2602     | 5.5       |
| 81   | Matthias Blübaum (DEU)             | 2643     | 5.5       |
| 83   | Dronavalli Harika (IND)            | 2495     | 5.5       |
| 84   | Ioannis Papaioannou (GRC)          | 2645     | 5.5       |
| 85   | Dinara Säduakasova (KAZ)           | 2481     | 5.5       |
| 86   | Bu Xiangzhi (CHN)                  | 2721     | 5.5       |
| 87   | Baadur Jobava (GEO)                | 2617     | 5.5       |
| 88   | Vladislav Artem'ev (RUS)           | 2746     | 5.5       |
| 89   | Surya Shekhar Ganguly (IND)        | 2658     | 5.5       |
| 90   | Tal Baron (ISR)                    | 2531     | 5.5       |
| 91   | Bassem Amin (EGY)                  | 2699     | 5.5       |
| 92   | Anton Demčenko (RUS)               | 2655     | 5.5       |
| 93   | Markus Ragger (AUT)                | 2684     | 5.5       |
| 94   | Mircea Pârligras (ROU)             | 2629     | 5.5       |
| 95   | Étienne Bacrot (FRA)               | 2671     | 5.5       |
| 96   | Evgenij Alekseev (RUS)             | 2629     | 5.5       |
| 97   | Zahar Efimenko (UKR)               | 2604     | 5.5       |
| 98   | Aleksandr Motylëv (RUS)            | 2651     | 5.5       |
| 99   | Ferenc Berkes (HUN)                | 2667     | 5.5       |
| 100  | Maksim Čigaev (RUS)                | 2644     | 5.5       |
| 101  | Daniil Dubov (RUS)                 | 2699     | 5.5       |
| 102  | Vadim Zvjagincev (RUS)             | 2644     | 5.5       |
| 103  | Kacper Piorun (POL)                | 2643     | 5.5       |
| 104  | Sergey Movsesyan (ARM)             | 2654     | 5.5       |
| 105  | Abhimanyu Puranik (IND)            | 2571     | 5.0       |
| 106  | Daniele Vocaturo (ITA)             | 2620     | 5.0       |
| 107  | Batkhuyagiin Möngöntuul (MGL)      | 2421     | 5.0       |
| 108  | Lei Tingjie (CHN)                  | 2469     | 5.0       |
| 109  | Johan-Sebastian Christiansen (NOR) | 2558     | 5.0       |
| 110  | Aleksandr Lenderman (USA)          | 2648     | 5.0       |
| 111  | Ariel Erenberg (ISR)               | 2463     | 5.0       |
| 112  | Eric Hansen (CAN)                  | 2611     | 5.0       |
| 113  | Vasif Durarbayli (AZE)             | 2617     | 5.0       |
| 114  | Sam Shankland (USA)                | 2705     | 5.0       |
| 115  | Tamir Nabaty (ISR)                 | 2658     | 5.0       |
| 116  | Alina Kašlinskaja (RUS)            | 2481     | 5.0       |
| 117  | Axel Bachmann (PRY)                | 2629     | 5.0       |
| 118  | Gawain Jones (ENG)                 | 2688     | 5.0       |
| 119  | Vincent Keymer (DEU)               | 2506     | 4.5       |
| 120  | Niclas Huschenbeth (DEU)           | 2624     | 4.5       |
| 121  | Nihal Sarin (IND)                  | 2610     | 4.5       |
| 122  | Andrij Vovk (UKR)                  | 2618     | 4.5       |
| 123  | Ruslan Ponomarëv (UKR)             | 2675     | 4.5       |
| 124  | Fy Antenaina Rakotomaharo (MAD)    | 2428     | 4.5       |
| 125  | Lance Henderson de La Fuente (ESP) | 2494     | 4.5       |
| 126  | Soumya Swaminathan (IND)           | 2365     | 4.5       |
| 127  | Antoaneta Stefanova (BGR)          | 2479     | 4.5       |
| 128  | Ahmed Adly (EGY)                   | 2636     | 4.5       |
| 129  | Maxim Rodshtein (ISR)              | 2684     | 4.5       |
| 130  | Karen Movsziszian (ARM)            | 2475     | 4.5       |
| 131  | Keith Arkell (ENG)                 | 2447     | 4.5       |
| 132  | Nino Batsiashvili (GEO)            | 2422     | 4.5       |
| 133  | Eduardo Iturrizaga (VEN)           | 2629     | 4.5       |
| 134  | Pia Cramling (SWE)                 | 2462     | 4.5       |
| 135  | Anna Ušenina (UKR)                 | 2431     | 4.0       |
| 136  | David Gavrilescu (ROU)             | 2451     | 4.0       |
| 137  | Avital Boruchovsky (ISR)           | 2533     | 4.0       |
| 138  | Marie Sebag (FRA)                  | 2445     | 4.0       |
| 139  | Yuri González Vidal (CUB)          | 2552     | 4.0       |
| 140  | Elina Danielian (ARM)              | 2385     | 4.0       |
| 141  | Brandon Clarke (ENG)               | 2445     | 4.0       |
| 142  | Vlastimil Jansa (CZE)              | 2452     | 4.0       |
| 143  | Jovanka Houska (ENG)               | 2430     | 3.5       |
| 144  | Ekaterina Atalik (TUR)             | 2464     | 3.5       |
| 145  | Irina Bulmaga (ROU)                | 2442     | 3.5       |
| 146  | Anna Zatonskih (USA)               | 2422     | 3.0       |
| 147  | Prithu Gupta (IND)                 | 2493     | 3.0       |
| 148  | Dietmar Kolbus (DEU)               | 2300     | 3.0       |
| 149  | Baard Dahl (ENG)                   | 2067     | 3.0       |
| 150  | Li Wu (ENG)                        | 2332     | 3.0       |
| 151  | Vera Nebol'sina (RUS)              | 2252     | 3.0       |
| 152  | Keith Allen (IRL)                  | 2161     | 3.0       |
| 153  | Kenny Solomon (RSA)                | 2382     | 2.5       |
| 154  | Elisabeth Pähtz (DEU)              | 2489     | 1.5       |